# Hodandé
Hodandé est une localité du Cameroun située dans l'arrondissement de Dargala, le département du Diamaré et la région de l’Extrême-Nord. Elle fait partie du canton de Dargala rural
Quelques villages proches : Hardéo (5,1 km à l'ouest), Yolel (2,8 km au nord), Tayle (4,6 km à l'est), Doulo Taneo  (1,7 km au sud), 

## Population
En 1975, la localité comptait 422 habitants, dont 306 Peuls, 90 Toupouri et 26 Massa.
Lors du recensement de 2005, on y a dénombré 569 habitants.

## Scolarisation
Beaucoup d’enfants à l’âge de scolarisation ne vont pas à l’école. Les parents sont faiblement sensibilisés sur la scolarisation de la jeune fille. Cette situation est exacerbée par le piètre niveau de l’offre d’enseignement (manque d’enseignant, de salle de classe et de table banc, bas niveau des enseignants).
| Elève | Elève | Elève | Enseignant | Ratio élève/enseignant | Salle de classe | Table banc | Forage | Latrine |
| ----- | ----- | ----- | ---------- | ---------------------- | --------------- | ---------- | ------ | ------- |
| G     | F     | T     | Enseignant | Ratio élève/enseignant | Salle de classe | Table banc | Forage | Latrine |
| 272   | 98    | 370   | 3          | 123                    | 2               | 13         | 0      | 0       |